# Krosno Odrzańskie (gemeente)

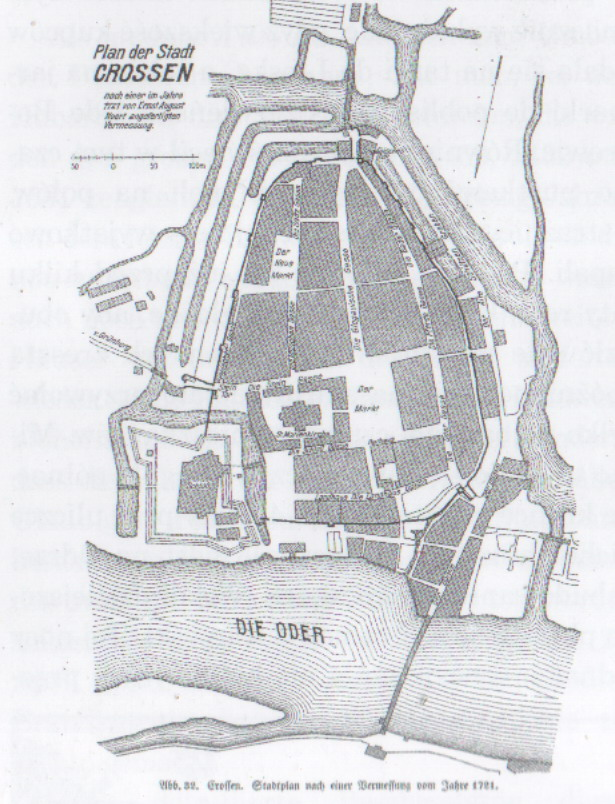
Krosno Odrzańskie in 1721

De gemeente Krosno Odrzańskie (DuitsCrossen / Krossen) is een stad- en landgemeente in het Poolse woiwodschap Lubusz, in powiat Krośnieński (Lubusz).
De zetel van de gemeente is in Krosno Odrzańskie.
Op 30 juni 2004 telde de gemeente 18 610 inwoners.

## Oppervlakte gegevens
In 2002 bedroeg de totale oppervlakte van gemeente Krosno Odrzańskie 211,52 km², waarvan:
- agrarisch gebied: 32%
- bossen: 47%

De gemeente beslaat 15,22% van de totale oppervlakte van de powiat.

## Demografie
Stand op 30 juni 2004:
| Omschrijving                   | Totaal | Totaal | Vrouwen | Vrouwen | Mannen | Mannen |
| ------------------------------ | ------ | ------ | ------- | ------- | ------ | ------ |
| eenheid                        | aantal | %      | aantal  | %       | aantal | %      |
| inwoners                       | 18 610 | 100    | 9451    | 50,8    | 9159   | 49,2   |
| bevolkingsdichtheid (inw./km²) | 88     | 88     | 44,7    | 44,7    | 43,3   | 43,3   |

In 2002 bedroeg het gemiddelde inkomen per inwoner 1321,91 zł.

## Administratieve plaatsen (sołectwo)
Bielów, Brzózka, Chojna, Chyże, Czarnowo, Czetowice, Gostchorze, Kamień, Łochowice, Marcinowice, Nowy Raduszec, Osiecznica, Radnica, Retno, Sarbia, Strumienno, Szklarka Radnicka, Stary Raduszec, Wężyska.
Zonder de status sołectwo : Morsko, Sarnie Łęgi, Stary Raduszec.

## Aangrenzende gemeenten
Bobrowice, Bytnica, Czerwieńsk, Dąbie, Gubin, Maszewo
- Virtual International Authority File: 303622862